# デスロラタジン
デスロラタジン (Desloratadine)は、三環系H1-抗ヒスタミン薬で、アレルギーの治療に使いられる。第二世代抗ヒスタミン薬のロラタジンの活性代謝物。ロラタジンと異なり代謝の競合のため飲み合わせの注意書きはない。日本では商品名デザレックスで販売され、アメリカではClarinex、欧州ではAerius。
日本の添付文書に眠気に関する使用上の注意がない。

## 医療用途
デスロラタジンは、アレルギー性鼻炎や鼻詰まりの治療に用いられる。ロラタジンの主な代謝物質で、これらは有効性と安全性において同様である。世界中で様々な商品名で、様々な用量の剤形で入手可能である。
新たな適応はにきびで、イソトレチノインの安価な補助剤として、あるいは場合によって維持療法や、単剤治療で用いられる。

## 副作用
最も一般的な副作用は、疲労感、口渇、頭痛である。日本の医薬品添付文書に、運転など危険を伴う操作に対する注意書きは書かれていない。

## 相互作用
デスロラタジンは相互作用を起こす可能性が低く、多くの相互作用を起こしやすい物質は体内でのデスロラタジンの濃度に影響を与えず、例えばケトコナゾール、エリスロマイシン、グレープフルーツジュースの影響はないことが示されている。

## 薬理

### 作用機序
選択的なH1-抗ヒスタミン薬で、ヒスタミンH1受容体の受容体逆作動薬として機能する。
非常に高用量では、ムスカリン性アセチルコリン受容体の様々なサブタイプの拮抗薬となるが、治療用量ではこの作用は生じない。

### 薬物動態
腸でよく吸収され、3時間ほどで最も高い血中濃度となる。血漿タンパク質への結合率は83-87%。
未確認の酵素が3-ヒドロキシデスロラタジンへと代謝し、グルクロン酸抱合される。デスロラタジンと3-ヒドロキシデスロラタジンが、半減期 約27時間で尿と糞中に排出される。
簡単には血液脳関門を通過しないため、末梢での活性のみである。このため中枢神経系に作用しないということであり、通常は眠気を起こさない（眠気についてはロラタジンの文献データ）。

主な代謝物質の3-ヒドロキシデスロラタジン。

### ゲノム薬理学
白人の2%、黒人の18%が、デスロラタジンの不完全代謝者である。こうした人々では、摂取後3倍多い血中濃度となり、半減期も89時間となる。しかし代謝が通常の人たちと比べて、安全性プロフィールが悪くなる結果は見られない。